# قاروه

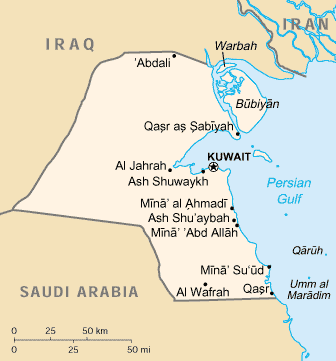

قاروه کوچک‌ترین جزیره در ناحیه جنوبی کشور کویت است.
فاصله آن از کرانه زور ۳۷٫۵ کیلومتر از جزیره کبر ۳۳ کیلومتر و ۷۸۹ متر و از جزیره ام‌المرادم ۱۶ کیلومتر و ۹۰ متر است. قاروه همچنین از دماغه مشعاب در عربستان سعودی ۴۰ مایل دریایی فاصله دارد.
درازای این جزیره ۲۷۵ متر و پهنای آن از ۱۷۵ بیش تر نیست.
نام قاروه از واژه قار به معنی قیر گرفته شده است زیرا ته‌نشین‌های نفتی در گوشه و کنار کرانه‌ها و تخته‌سنگ‌های این جزیره دیده می‌شود.